# Assemini
Assemini – miasto i gmina we Włoszech, w regionie Sardynia, w mieście metropolitalnym Cagliari. Graniczy z Cagliari, Capoterra, Decimomannu, Elmas, Nuxis, San Sperate, Santadi, Sarroch, Sestu, Siliqua i Uta.
Według danych na rok 2004 gminę zamieszkiwało 23 251 osób, 198,7 os./km².
W mieście jest przystanek kolejowy Assemini.